# إبراهيم كوكجك
كان إبراهيم كوكجك (1980 – 7 مايو 2020) موسيقيًا في الفرقة الثورية التركية المسماة فرقة يوروم. توفي في 7 مايو 2020 بعد إضراب عن الطعام دام 323 يومًا أنهى قبله بيومين.
اتهم كوكجك بأنه عضو رفيع المستوى في جبهة–حزب التحرر الشعبي الثوري. تم القبض على كوكجك في 1 مايو 2019 ووجهت له تهم تتعلق بالإرهاب. في محاكمة كوكجك تم استخدام شهادة مجهول يسمى الشاهد السري. لقد انضم إلى إضراب مستمر عن الطعام لأعضاء آخرين من فرقة يوروم في يونيو 2019. لقد كانت مطالب المضربين عن الطعام هي أن تنهي الحكومة التركية قمع الجماعة، وتطلق سراح أعضائها من السجن وتسمح بتنظيم حفلاتهم. في 4 يناير 2020، قام هو وهيلين بوليك بتحويل إضرابهما عن الطعام إلى صيام الموت. وفي 14 يناير، طالب الادعاء بالسجن المؤبد كوكجك. في فبراير 2020، تم إطلاق سراحه من السجن، لكنه استمر في إضرابه عن الطعام مع هيلين بوليك في منزل بكوتشوكارموتلو في إسطنبول. في 5 مايو 2020 أنهى إضرابه عن الطعام وتم نقله إلى المستشفى لتلقي العلاج. في 7 مايو 2020، توفي.
في اليوم التالي، أوقف المشيعون، الذين شاركوا في احتفال تخليدا لذكرى كوكجك في أليف سيميفي في حي سلطانغازي، من قبل الشرطة وجرى تفريقهم بالغاز المسيل للدموع. لقد حطمت الشرطة البوابات إلى بيت الجمع، واعتقلت العديد من أعضاء فرقة يوروم، واستولت على تابوت يحتوي على جثة كوكجك. في النهاية دفن في قيصرية. نزل أعضاء من حزب الحركة القومية المتطرفة إلى الشوارع وهددوا بإخراج جثة إبراهيم كوكجك من الأرض وإضرام النار في جسده، لأنهم يعتبرونه إرهابيًا. تسببت الاحتجاجات في قيام حزب الحركة القومية بإغلاق مكاتب تنظيم الذئاب الرمادية لفترة وإقالة رئيسه المحلي.

## الحياة الشخصية
كان متزوجًا من سلطان كوكجك وهي أيضًا عضو في جروب يوروم، ومحتجزة في سجن سيليفري.